# تعريض للموجات الصوتية

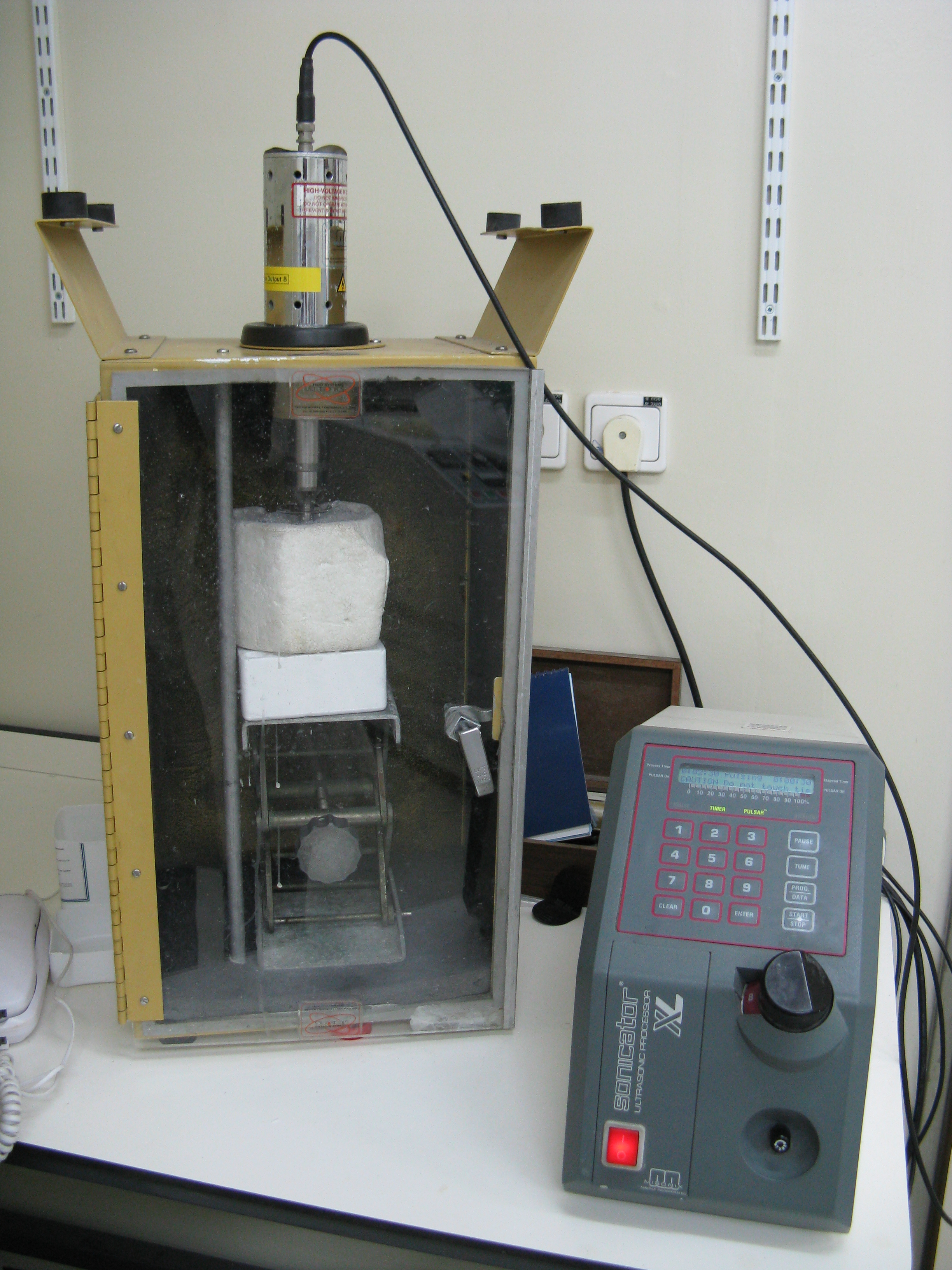
جهاز يصدر الأمواج الصوتية في مختبر

التعريض للموجات الصوتية  (مرادفات) هو إجراء مخبري يهدف إلى تعريض طاقة الموجات الصوتية إلى الأوساط من أجل تحفيز اهتزاز الجسيمات في العينة؛ كما تستخدم في عمليات الاستخلاص والتنقية في مجال علوم الأحياء البحرية.
تستخدم في العادة ترددات مرتفعة من أجل إصدار موجات فوق صوتية ((> 20 كيلوهرتز kHz)، وتخصص التسمية حينها بالتعريض للأمواج فوق الصوتية.